# Oculina robusta
Oculina robusta is een rifkoralensoort uit de familie van de Oculinidae. De wetenschappelijke naam van de soort is voor het eerst geldig gepubliceerd in 1871 door Pourtalès.